# Lisa Harriton
Lisa Harriton (ur. 18 listopada 1980 w Londynie) – amerykańska pianistka i keyboardzistka urodzona w Londynie, obecnie współpracująca z grupą The Smashing Pumpkins. Pisze także teksty i komponuje muzykę dla zespołów jazzowych i popowych.